# Koro (Fiji)
Koro is een eiland in de Lomaiviti-archipel in Fiji. Het heeft een oppervlakte van 108,9 km² en ongeveer 4.500 inwoners, die verspreid over 14 dorpen wonen.
Het eiland heeft een vliegveld aan de oostkust, waarop Air Fiji eenmaal per week een lijndienst verzorgt. Twee keer per week zijn er veerdiensten van en naar Suva en Vanua Levu.
De Korozee is vernoemd naar het eiland.